# 납유리

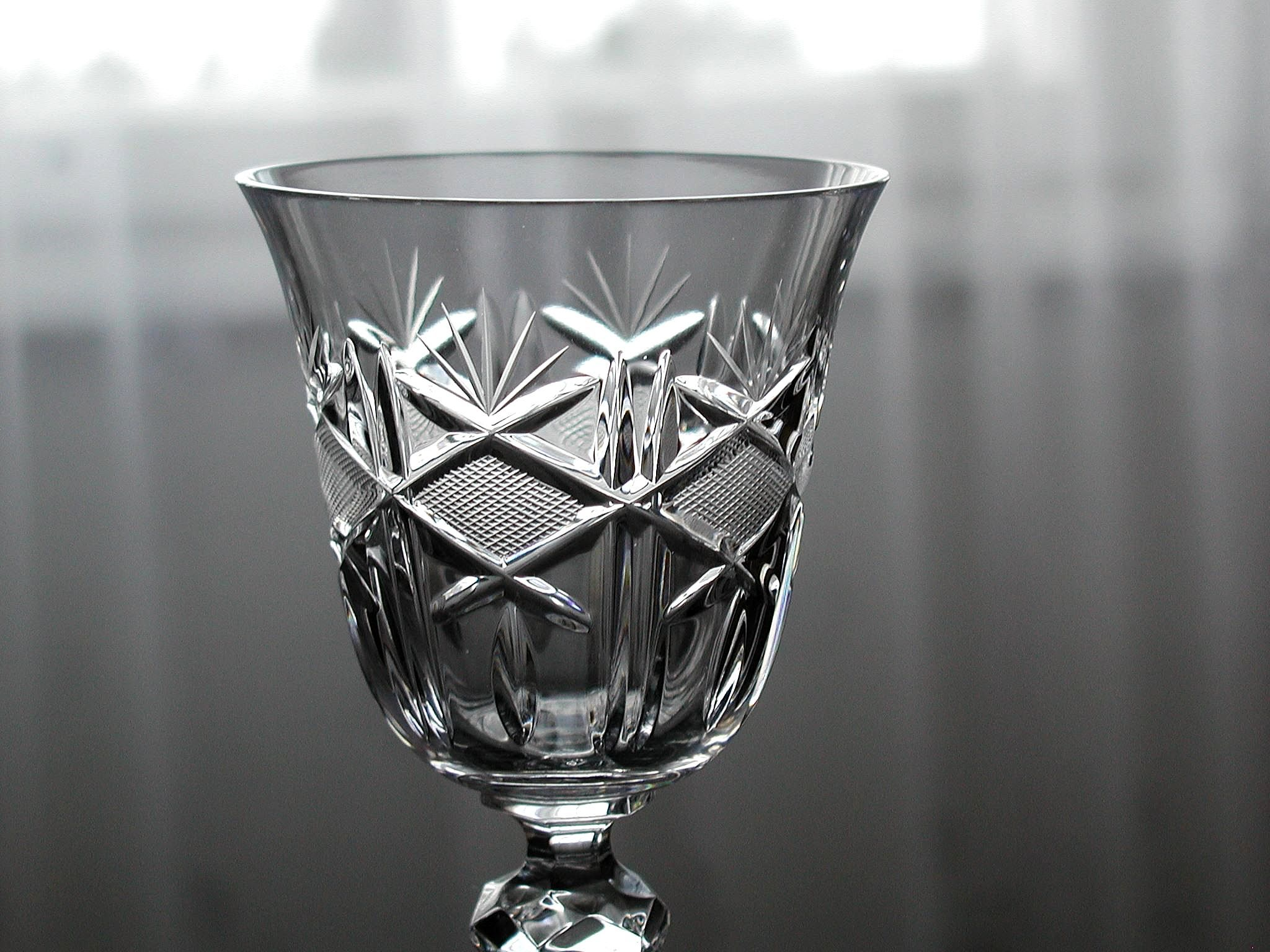
납유리 컵의 모습

납유리(영어: Lead Glass) 또는 크리스털(영어: Crystal)는 산화납 등이 첨가된 유리를 일컫는다. 흔히 크리스탈이라고 부른다.

## 같이 보기
- 납